# Rue du Chapon (Strasbourg)
Ne doit pas être confondu avec Rue Chapon ou Rue Chapon (Aubervilliers).
La rue du Chapon (en alsacien : Kappaunegass) est une voie de Strasbourg rattachée administrativement au quartier Centre. Elle va de la rue des Écrivains à la  rue des Sœurs.

## Histoire et toponymie

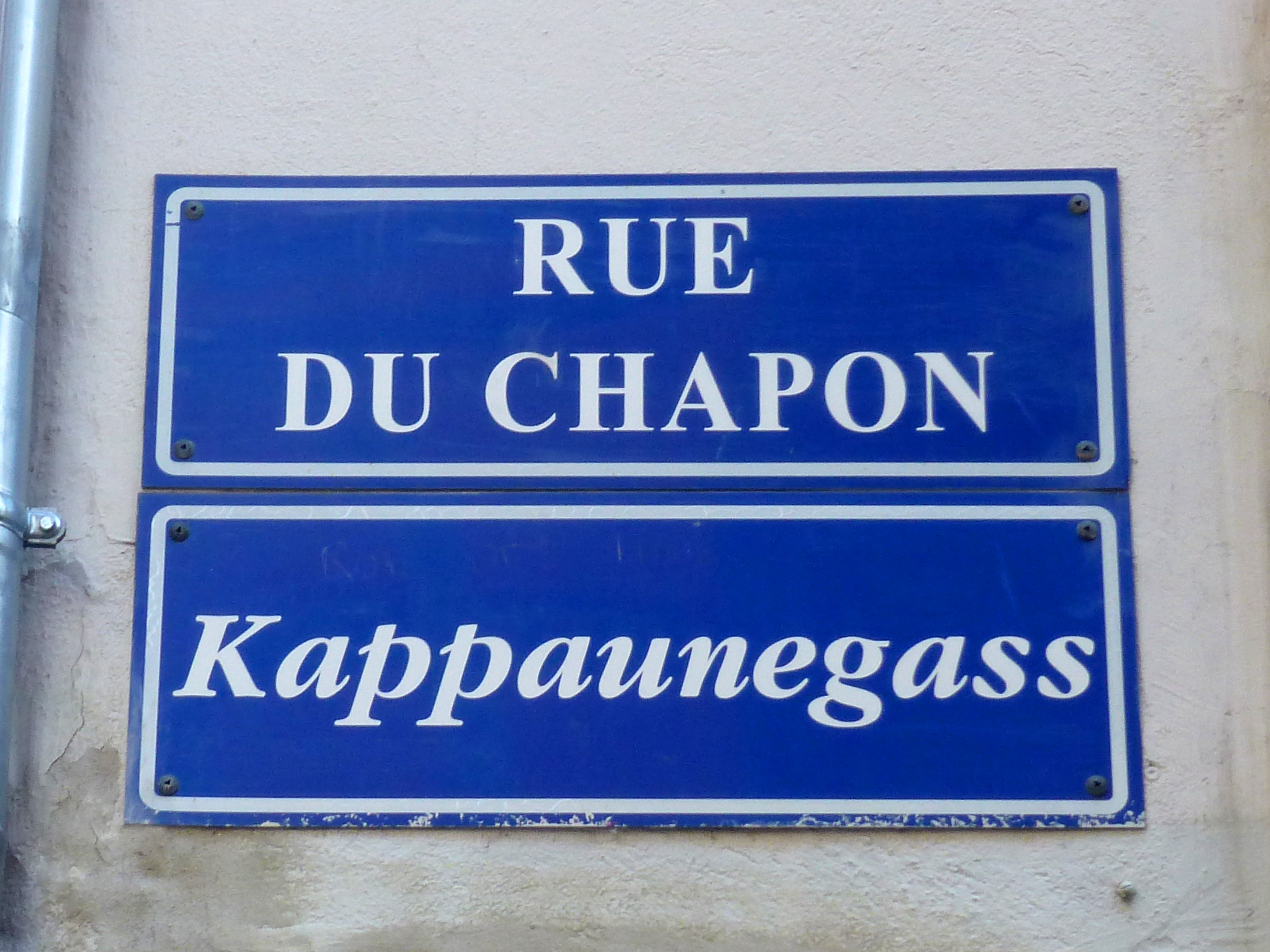
Plaque bilingue, en français et en alsacien.

Adolphe Seyboth mentionne l'existence dès le XIIIe siècle d'une petite ruelle (Hasengesselin, Hasengasse, la « ruelle du Lièvre ») qui se trouvait derrière le no 8 de la rue des Écrivains et donnait dans la rue des Veaux entre les nos 3 et 5. Au moment de l'aménagement de la place du Marché-Gayot en 1769, cette ancienne ruelle est supprimée et la rue du Chapon (Kapaunergasse) est percée.
La rue connaît alors différentes dénominations, en allemand ou en français : Kapaunergasse (1769), rue Baron (1772), Vireckgasse (1792), rue du Cyprès (1794), rue du Chapon (1795, 1817, 1918, 1945), Kapaunen-Gasse (1817), Kapaunengasse (1872, 1940). 
L'appellation « rue Baron », en hommage à François Baron d'Autigny, avant-dernier préteur royal de Strasbourg, entre 1769 et 1781, ne perdure que quelques années.
Des plaques de rues bilingues, à la fois en français et en alsacien, sont mises en place par la municipalité à partir de 1995. C'est le cas de la Kappaunegass.

## Bâtiments remarquables
- nos 3 à 17 : Ce sont de petites maisons à colombages du XVIIIe et du XIXe siècle[1], dont plusieurs ont également une façade donnant sur la place.

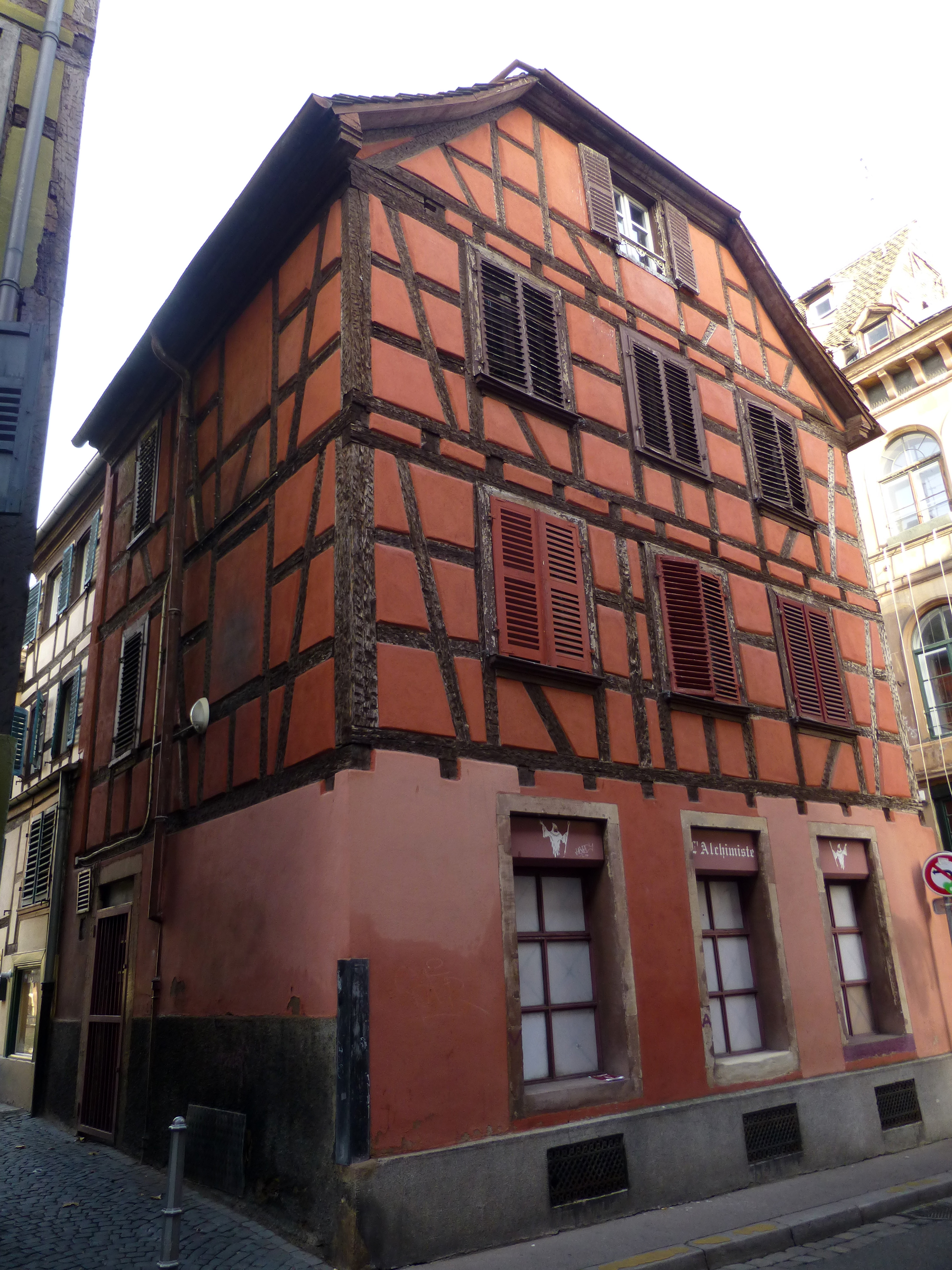
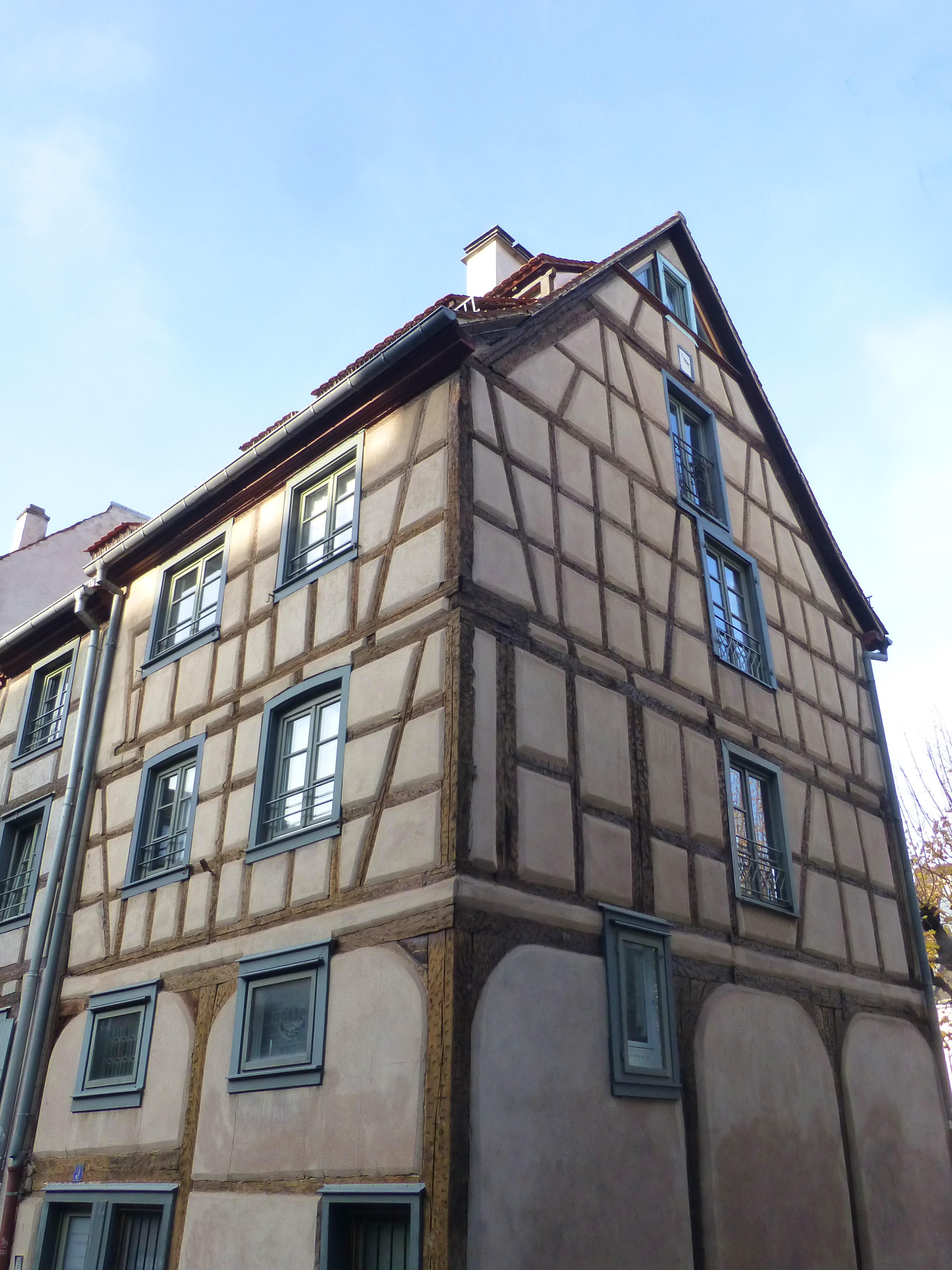
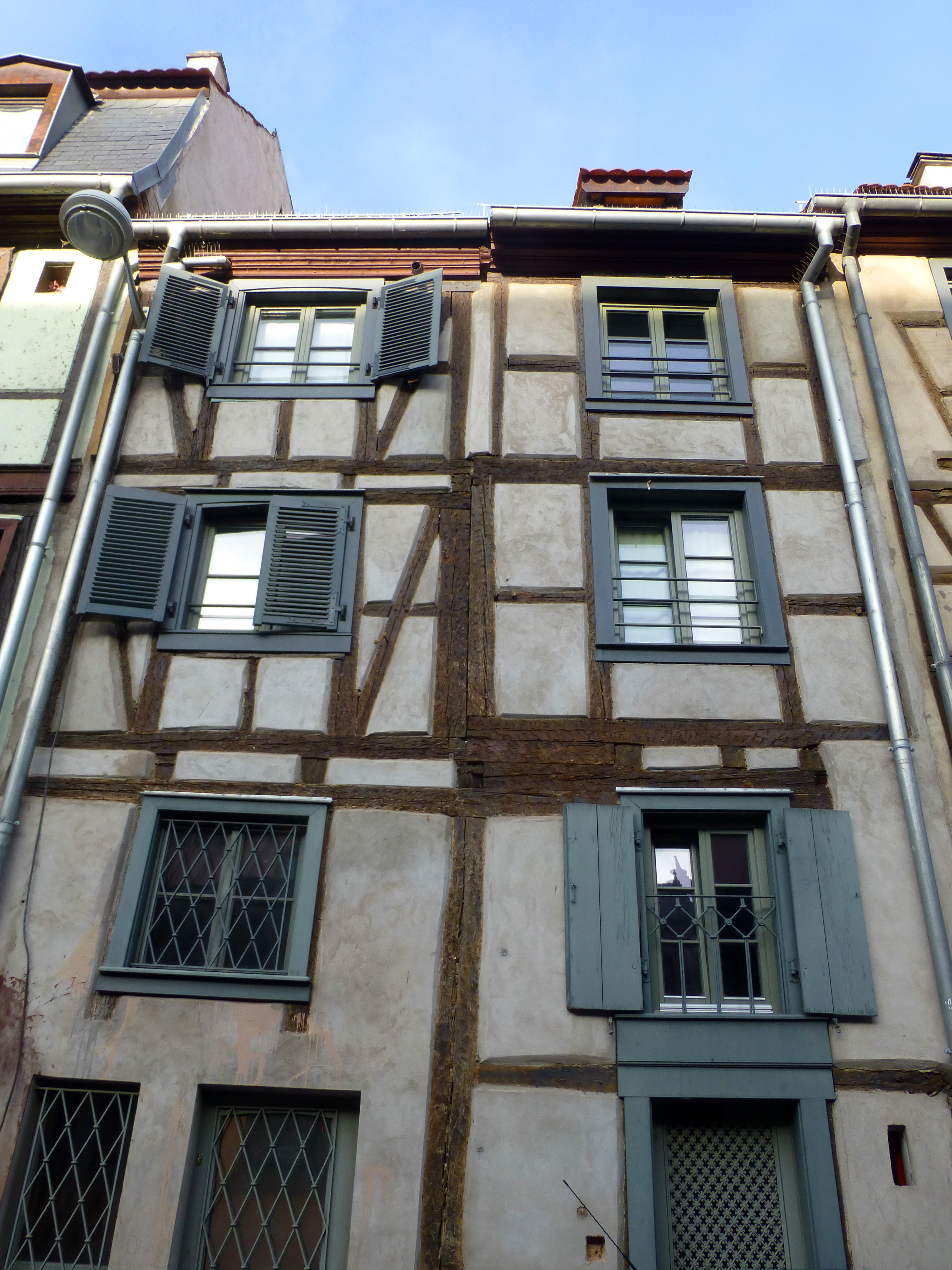
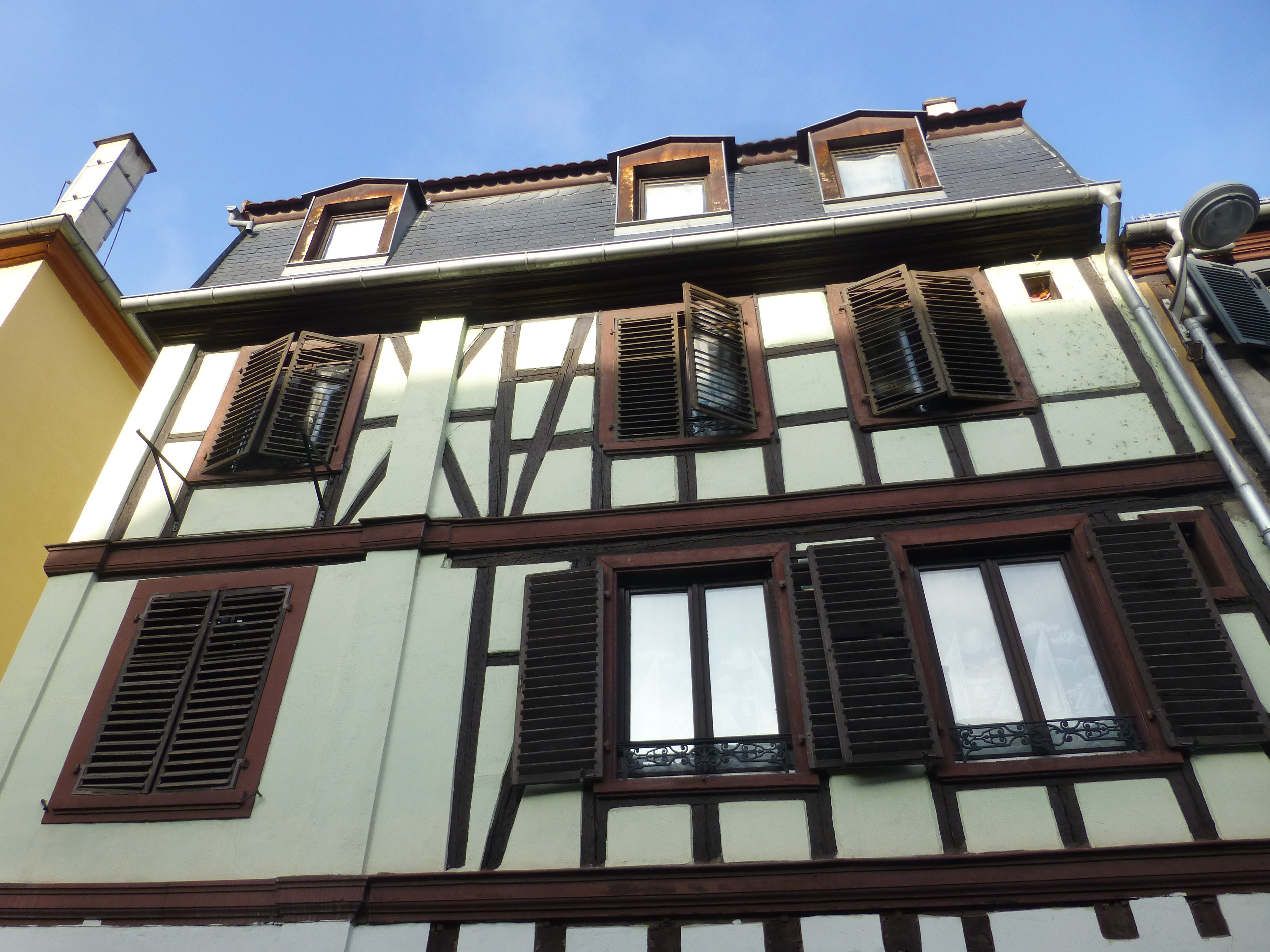
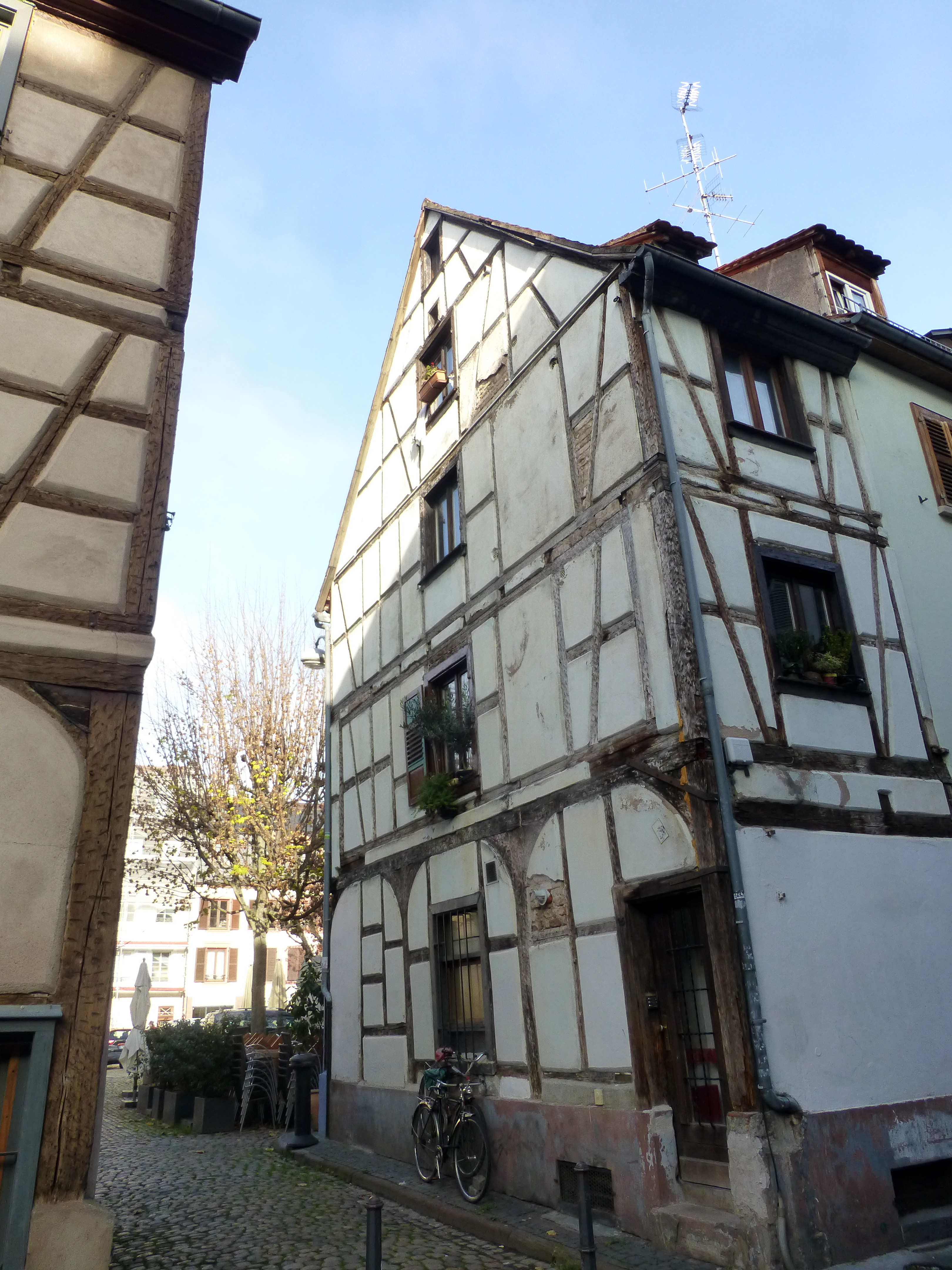

- no 8 : Cet édifice de 1771 abrite d'abord une vaste auberge à l'enseigne du Palais Royal. Il a été construit pour Jean Michel Stoll, aubergiste, et Anne Marie Kugler[7]. La date de construction et les initiales du propriétaire (« JST ») sont gravées au-dessus du porche[8].

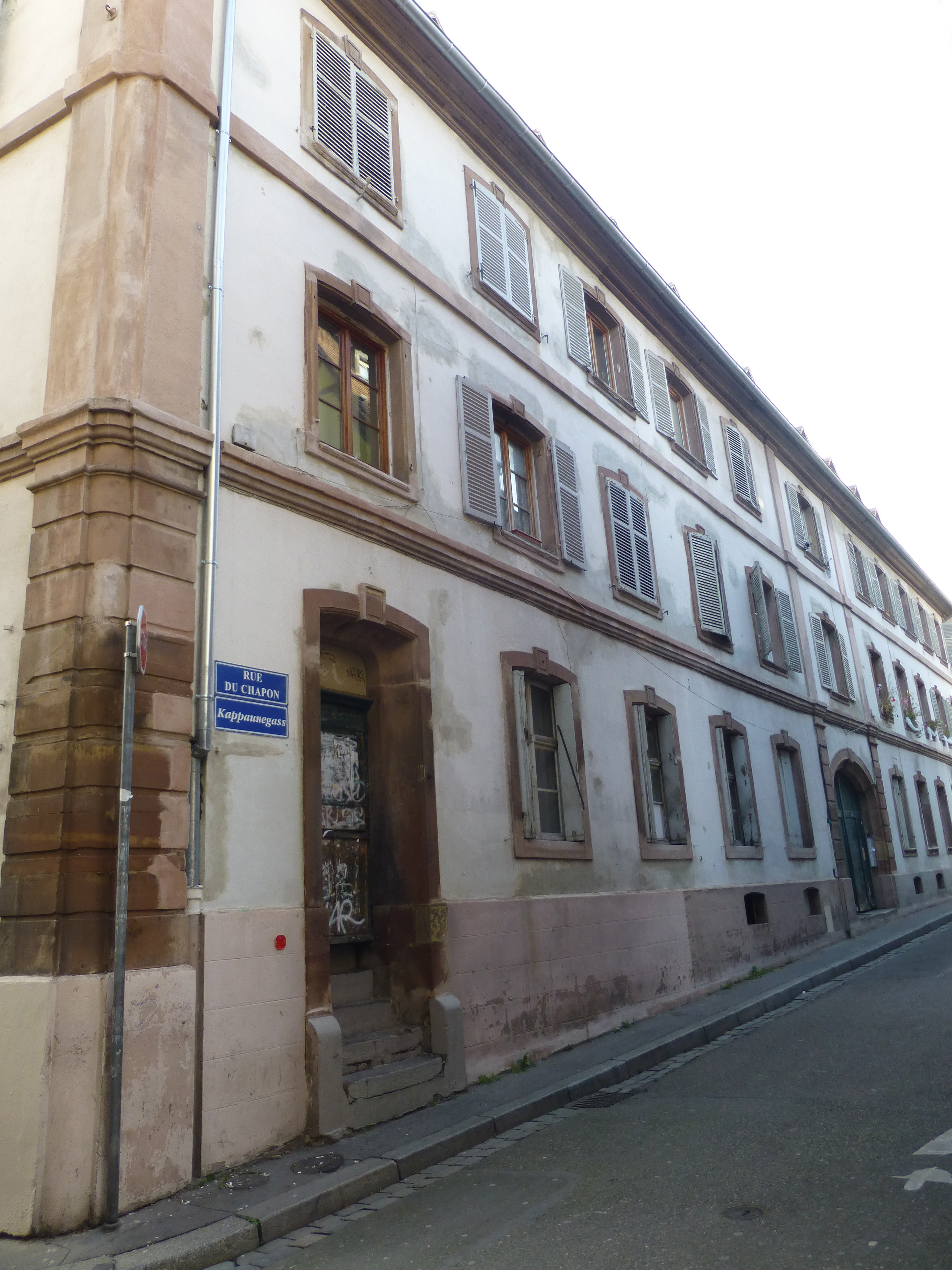
Façade du no 8.

Quoique bâtiment utilitaire à l'origine, dépourvu de décor sculpté, il présente une architecture caractéristique du XVIIIe siècle et se distingue par l'agencement des horizontales (cordon, bandeau, corniche) et des verticales (chambranles, chaînage d'angle), qui se détachent sur le crépi des murs.